# Agronomska fakulteta v Sarajevu
Agronomska fakulteta (izvirno bosansko Poljoprivredni fakultet u Sarajevu), s sedežem v Sarajevu, je fakulteta, ki je članica Univerze v Sarajevu.